# Phare de Ponta de Lobo
Le phare de Ponta de Lobo est un phare situé près de São Domingos sur l'île de Santiago, l'une des îles du groupe des Sotavento, au Cap-Vert.
Ce phare géré par la Direction de la Marine et des Ports (Direcção Geral de Marinha e Portos ou DGMP).

## Histoire
Ponta de Lobo est la pointe ouest de l'île, au nord-est de la ville de Praia. C'est un petit promontoire d'environ 500 mètres d'est en ouest et d'environ 200 mètres de largeur. Au nord se trouve Porto Lobo et sa baie, à seulement 100 mètres se trouve le 15e parallèle nord.
Le phare de Ponta de Lobo a été construit en 1887. Il a été réactivé en 2004.

## Description
C'est une tour trapézoïdale de 9 m de hauteur attachée à une maison d'un étage. L'ouvrage est en pierre grise.
Il émet, à une hauteur focale de 17 m, quatre éclats blancs par période de quinze secondes. Sa portée nominale est de 6 milles marins (environ 11 km).
Identifiant : ARLHS : CAP-006 ; PT-2125 - Amirauté : D2882 - NGA : 113-24220 .

### Lien connexe
- Liste des phares au Cap-Vert